# Martin Breul
Martin Breul (* 1986 in Warendorf) ist ein deutscher römisch-katholischer Theologe und Philosoph. Er ist derzeit Professor für Systematische Theologie am Institut für Katholische Theologie der Technischen Universität Dortmund.

## Leben
Nach dem Abitur am St.-Josef-Gymnasium in Bocholt 2005 und einem Freiwilligen Sozialen Jahr in einer Werkstatt für Menschen mit Behinderung absolvierte Breul von 2006 bis 2011 ein Studium der Katholischen Theologie, Philosophie und Anglistik in Köln und Belfast. 2015 erfolgte die Promotion zum Dr. phil. an der Philosophischen Fakultät der Universität zu Köln mit der Arbeit ‚Religion in der politischen Öffentlichkeit‘; 2017 der Abschluss des theologischen Vollstudiums (Mag. Theol.) an der Katholisch-Theologischen Fakultät Münster. 2018 erfolgte die Promotion zum Dr. theol. an der Katholisch-Theologischen Fakultät der Universität Bonn. Seine Arbeit ‚Diskurstheoretische Glaubensverantwortung. Konturen einer religiösen Epistemologie in Auseinandersetzung mit Jürgen Habermas‘ wurde dabei mit dem ‚Pax Bank Förderpreis für theologische Forschungsbeiträge‘ ausgezeichnet. Im Juli 2021 habilitierte er sich an der Katholisch-Theologischen Fakultät Salzburg im Fach Fundamentaltheologie mit der Arbeit ‚Gottes Geschichte. Eine theologische Hermeneutik der Rede vom Handeln Gottes‘.
Von 2011 bis 2020 war er wissenschaftlicher Mitarbeiter bei Saskia Wendel am Institut für Katholische Theologie der Universität zu Köln. Von Oktober 2020 bis September 2021 vertrat er die Professur für Fundamentaltheologie und Religionswissenschaften an der Katholisch-Theologischen Fakultät der Universität Erfurt. Von Oktober 2021 bis August 2023 vertrat er die Professur für Katholische Theologie mit dem Schwerpunkt Systematische Theologie an der TU Dortmund. Seit August 2023 ist er Professor für Katholische Theologie mit dem Schwerpunkt Systematische Theologie am Institut für Katholische Theologie der TU Dortmund. Derzeit ist er auch dessen geschäftsführender Leiter.

## Forschung
Zu Martin Breuls Forschungsschwerpunkten gehören die Rationalität der Gottesrede in der Spätmoderne, Theologische und Evolutionäre Anthropologie, die Anthropologische Wende vor den Anfragen der Anthropozentrismuskritik, Religion und postsäkulare Gesellschaft sowie Digitalisierung, Demokratie und Politische Theologie.

## Auszeichnungen
Breul war Stipendiat in der Grund- und der Promotionsförderung der Bischöflichen Studienförderung Cusanuswerk und Kollegiat der a.r.t.e.s. Graduate School for the Humanities Cologne. 2013 belegte er den 2. Platz beim Wissenschaftlichen Essaypreis des Forschungsinstituts für Philosophie Hannover (FIPH) zur Frage „Was ist und wie entsteht demokratische Identität?“; 2014 erhielt er einen Preis für Wissenschaftskommunikation der Salzburger Hochschulwochen. 2018 belegte er den 1. Platz beim Wissenschaftlichen Essaypreis des Instituts für Hermeneutik (Universität Bonn) zur Preisfrage ‚Was verbirgt sich hinter der Rede vom Postfaktischen?‘.
Von 2019 bis 2022 war er Mitglied des Jungen Kollegs der Nordrhein-Westfälischen Akademie der Wissenschaften und der Künste.

## Wissenschaftliche Diskursformate
Breul ist regelmäßiger Gast in der Sendung ‚Das philosophische Radio‘ auf WDR 5 und veranstaltet gemeinsam mit Aaron Langenfeld die Gesprächsreihe ‚rethinking religion: Gespräche über Religion im Erzbistum Paderborn‘.

## Veröffentlichungen (Auswahl)
(Quelle: )
- Religion in der politischen Öffentlichkeit. Zum Verhältnis von religiösen Überzeugungen und öffentlicher Rechtfertigung, Paderborn: Schöningh 2015. [zugl.: Köln, Univ.-Diss., 2014.]
- Diskurstheoretische Glaubensverantwortung. Konturen einer religiösen Epistemologie in Auseinandersetzung mit Jürgen Habermas, Regensburg: Friedrich Pustet 2019 (ratio fidei 68). [zugl.: Bonn, Univ.-Diss., 2018.]
- Vernünftig glauben – begründet hoffen. Praktische Metaphysik als Denkform rationaler Theologie, Freiburg: Herder 2020 (gemeinsam mit Saskia Wendel).
- Gottes Geschichte. Eine theologische Hermeneutik der Rede vom Handeln Gottes, Regensburg: Friedrich Pustet 2022 (ratio fidei 79).
- Gibt es Gott wirklich? Gründe für den Glauben - ein Streitgespräch, Freiburg: Herder 2022 (gemeinsam mit Aaron Langenfeld, Sarah Rosenhauer und Fana Schiefen).
- Schöpfung (Reihe: Grundwissen Theologie), Paderborn: UTB 2023.
- Von Teekannen, Gott und Gänseblümchen: Theologische Gedankenexperimente. Einführung in die Systematische Theologie, Freiburg: Herder 2023.
- Was ist das gute Leben? Über Glauben und Handeln – ein Streitgespräch, Freiburg: Herder 2024 (gemeinsam mit Aaron Langenfeld, Franca Spies und Veronika Weidner).